# Tầm xuân
Tầm xuân, danh pháp khoa học Rosa canina, là một loài hoa hồng leo có nguồn gốc châu Âu, Tây Bắc Phi và Tây Á.

## Miêu tả
Tầm xuân là loài cây bụi sớm rụng lá có chiều cao từ 1–5 m, mặc dù đôi khi chúng cũng có thể leo cao hơn tới ngọn của các loài cây khác. Thân tầm xuân có nhiều gai sắc, nhọn, có móc giúp chúng leo dễ dàng. Lá kép lông chim, với 5-7 lá chét. Hoa thường có màu hồng nhạt, biến đổi từ hồng đậm tới trắng, với đường kính 4–6 cm và có nhiều cánh, lúc chín thành quả màu cam đỏ cỡ 1.5–2 cm.

## Công dụng
Tầm xuân có hoa đẹp nên được trồng ở nhiều nơi để làm cây cảnh. Tầm xuân có một số hoạt chất chống oxy hóa. Quả tầm xuân có lượng vitamin C cao và dùng để làm siro, trà. Trong Đông y, tầm xuân là một vị thuốc. Người ta thường thu hái hoa, quả, cành và rễ để làm thuốc. Theo quan niệm của Đông y, tầm xuân có công dụng thanh nhiệt, lợi thấp, trừ phong, hoạt huyết, chỉ huyết, giải độc, giảm đau, thường dùng để chữa các bệnh như hoàng đản, thủy thũng, kiết lỵ, tiêu khát, ỉa chảy, đái dầm ở trẻ em.

## Văn chương
- Flora Europaea: Rosa canina
- Blamey, M. & Grey-Wilson, C. (1989). Flora of Britain and Northern Europe. Hodder & Stoughton. ISBN 0-340-40170-2.
- Vedel, H. & Lange, J. (1960). Trees and bushes. Metheun, London.